# 제주 러브랜드

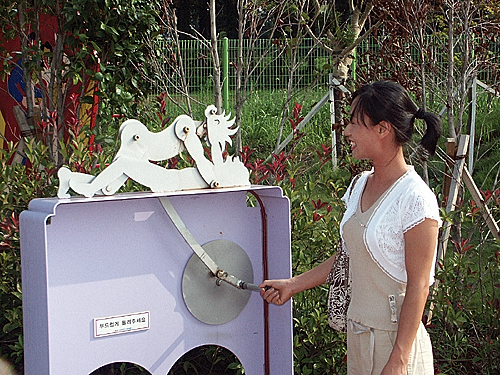
제주 러브랜드

제주 러브랜드는 제주특별자치도 제주시 1100로 2894-72에 있는 성박물관으로 2004년 문을 열었다.건강과성박물관 과 같이  미성년자는 입장이 불가능하며 바로 옆이 제주도립미술관이다.

## 관람 정보
- 휴관일 연중 무휴
- 개장시간 09:~24:00